# Miroljub Đorđević
Miroljub Đorđević (srbsko Мирољуб Ђорђевић), srbski hokejist, * 27. november 1938, Beograd.
Đorđević je bil dolgoletni hokejist kluba HK Crvena Zvezda. Za jugoslovansko reprezentanco je nastopil na Olimpijskih igrah 1964 v Innsbrucku in Svetovnem prvenstvu 1961.